# Eyvind Brynildsen
Eyvind Brynildsen (Fredrikstad, 14 januari 1988) is een Noors rallyrijder.

## Carrière

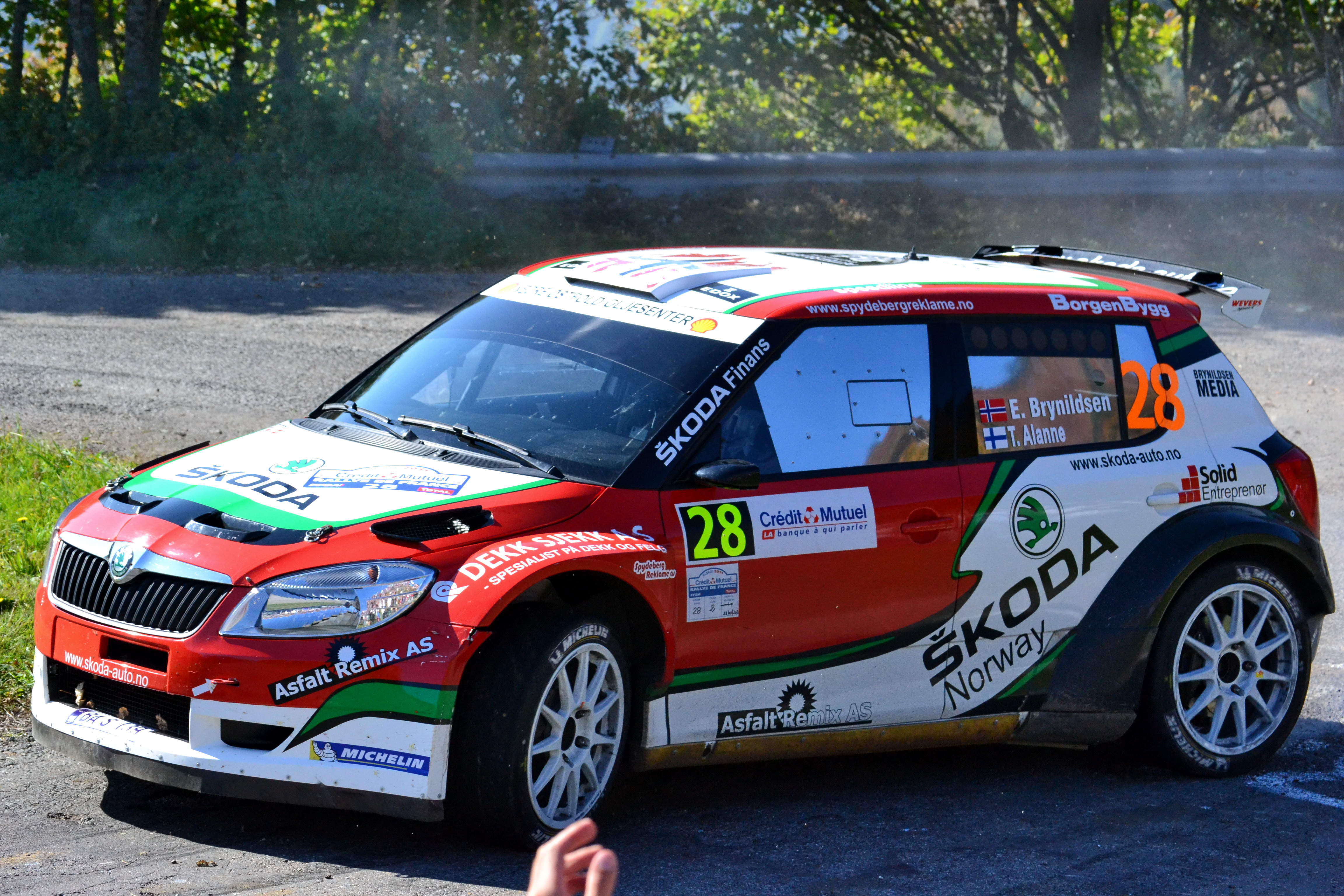
Brynildsen actief met de Škoda Fabia S2000 tijdens de Rally van Frankrijk in 2011

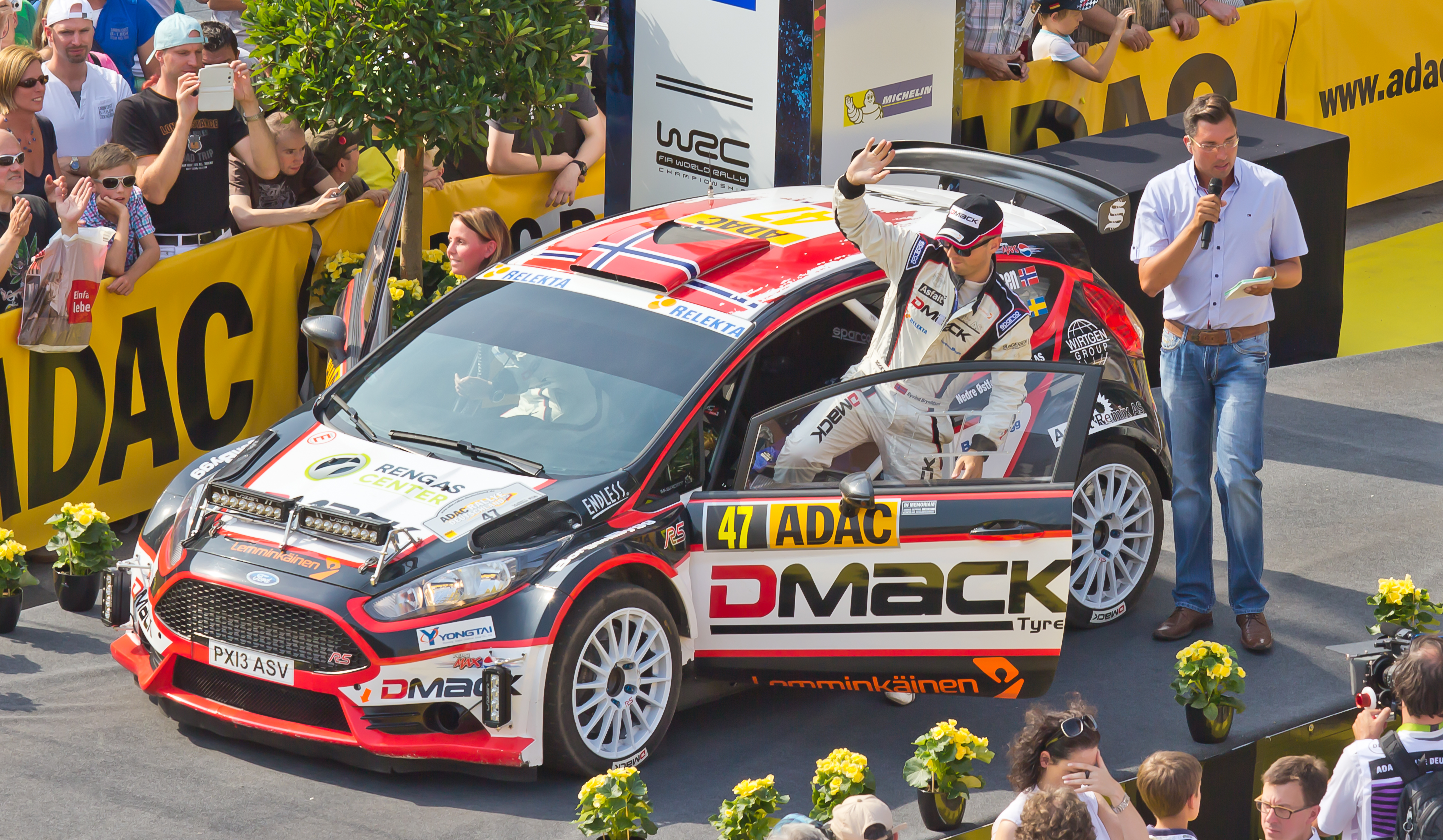
Brynildsen op het startpodium in de Rally van Duitsland in 2013

Eyvind Brynildsen begon zijn competitieve carrière op 9-jarige leeftijd in karten. In 2005 debuteerde hij in de rallysport en hij maakte vervolgens zijn eerste opwachting in het wereldkampioenschap rally in Zweden, in 2006. In het seizoen 2008 nam hij voor het eerst deel aan het Production World Rally Championship. Hij dit ook in 2009 en eindigde in twee gevallen op het podium in zijn categorie. Met een Škoda Fabia S2000 eindigde hij in eerste instantie negende algemeen tijdens de Rally van Groot-Brittannië in 2009, maar werd later gediskwalificeerd. Vervolgens reed hij met deze auto in de seizoenen 2010 en 2011 in het Super 2000 World Rally Championship, met wisselende resultaten.
Hij kwam aan de start van de Rally van Zweden in 2012 met een Ford Fiesta RS WRC als teamgenoot van Mads Østberg. Hij eindigde tiende en greep daarmee naar zijn eerste WK-kampioenschapspunt. In 2013 reed hij meerdere WK-rally's en was in Finland ook een van de debuterende rijders met de Ford Fiesta R5. Sindsdien maakt hij nog maar sporadische optredens in het WK rally en is hij grotendeels actief in het Noors rallykampioenschap, waar hij in 2015 en 2017 kampioen werd in de RC2 klasse.

## Complete resultaten in het Wereldkampioenschap rally
| Seizoen | Inschrijving             | Auto                      | 1       | 2       | 3      | 4      | 5       | 6      | 7       | 8       | 9       | 10      | 11     | 12      | 13      | 14     | 15      | 16  | Pos. | Punten |
| ------- | ------------------------ | ------------------------- | ------- | ------- | ------ | ------ | ------- | ------ | ------- | ------- | ------- | ------- | ------ | ------- | ------- | ------ | ------- | --- | ---- | ------ |
| 2006    | Eyvind Brynildsen        | Mitsubishi Lancer Evo VII | MON     | ZWE 44  | MEX    | SPA    | FRA     | ARG    | ITA     | GRI     | DUI     | FIN     | JPN    | CYP     | TUR     | AUS    | NZL     | GBR | –    | 0      |
| 2007    | Eyvind Brynildsen        | Mitsubishi Lancer Evo IX  | MON     | ZWE 19  | NOO 13 | MEX    | POR 46  | ARG    | ITA     | GRI     | FIN     | DUI 35  | NZL    | SPA 24  | FRA     | JPN    | IER     | GBR | –    | 0      |
| 2008    | Eyvind Brynildsen        | Mitsubishi Lancer Evo IX  | MON     | ZWE 37  | MEX    | ARG    | JOR     | ITA    | GRI DNF | TUR DNF | FIN 49  | DUI     | NZL    | SPA 34  | FRA     | JPN 13 | GBR DNF |     | –    | 0      |
| 2009    | Ralliart New Zealand     | Mitsubishi Lancer Evo IX  | IER     | NOO 13  | CYP    | POR 11 | ARG 18  | ITA 18 | GRI     | POL     | FIN     | AUS DNF |        |         |         |        |         |     | –    | 0      |
| 2009    | Eyvind Brynildsen        | Škoda Fabia S2000         |         |         |        |        |         |        |         |         |         |         | SPA 13 |         |         |        |         |     | –    | 0      |
| 2009    | Errani Team Group        | Škoda Fabia S2000         |         |         |        |        |         |        |         |         |         |         |        | GBR DSQ |         |        |         |     | –    | 0      |
| 2010    | René Georges Rallysport  | Škoda Fabia S2000         | ZWE 16  | MEX 21  | JOR 24 | TUR    | NZL     | POR 29 | BUL 15  | FIN     | DUI 14  | JPN     | FRA 20 | SPA     | GBR DNF |        |         |     | –    | 0      |
| 2011    | Eyvind Brynildsen        | Škoda Fabia S2000         | ZWE DNF | MEX     | POR    |        |         |        |         |         |         |         |        |         |         |        |         |     | –    | 0      |
| 2011    | PS Engineering           | Škoda Fabia S2000         |         |         |        | JOR 18 | ITA DNF | ARG    | GRI 18  | FIN DNF | DUI     | AUS     | FRA 13 | SPA     | GBR     |        |         |     | –    | 0      |
| 2012    | Adapta World Rally Team  | Ford Fiesta RS WRC        | MON     | ZWE 10  | MEX    | POR    | ARG     | GRI    | NZL     | FIN     | DUI     | GBR     | FRA    | ITA     | SPA     |        |         |     | 34   | 1      |
| 2013    | DMACK - Autotek          | Ford Fiesta RRC           | MON     | ZWE DNF | MEX    | POR    | ARG     | GRI    | ITA     |         |         |         |        |         |         |        |         |     | –    | 0      |
| 2013    | DMACK - Autotek          | Ford Fiesta R5            |         |         |        |        |         |        |         | FIN 28  | DUI DNF | AUS     | FRA    | SPA     | GBR 11  |        |         |     | –    | 0      |
| 2014    | Eyvind Brynildsen        | Ford Fiesta RRC           | MON     | ZWE     | MEX    | POR    | ARG     | ITA    | POL     | FIN 14  | DUI     | AUS     | FRA    | SPA     | GBR     |        |         |     | –    | 0      |
| 2015    | Drive DMACK              | Ford Fiesta RRC           | MON     | ZWE 14  | MEX    | ARG    | POR     | ITA    | POL     | FIN DNF | DUI     | AUS     | FRA    | SPA     |         |        |         |     | –    | 0      |
| 2015    | Motorsport Italia        | Škoda Fabia R5            |         |         |        |        |         |        |         |         |         |         |        |         | GBR 39  |        |         |     | –    | 0      |
| 2016    | M-Sport World Rally Team | Ford Fiesta R5            | MON     | ZWE 15  | MEX    | ARG    | POR     | ITA    | POL     | FIN     | DUI     | CHN C   | FRA    | SPA     | GBR     | AUS    |         |     | –    | 0      |
| 2017    | Adapta Motorsport        | Ford Fiesta R5            | MON     | ZWE 21  | MEX    | FRA    | ARG     | POR    | ITA     | POL     | FIN     | DUI     | SPA    | GBR DNF | AUS     |        |         |     | –    | 0      |